# Jean-Mathieu-Philibert Sérurier
Jean-Mathieu-Philibert Sérurier [žán maťjé filibér seryrjé] (8. prosinec 1742 Laon – 21. prosinec 1819 Paříž) byl francouzský generál, Napoleonův maršál Francie (čestný titul), guvernér pařížské Invalidovny a hrabě.

## Život
Jean-Mathieu-Philibert Sérurier se narodil v roce 1742 v Laonu jako syn Mathieu-Guillaume Séruriera. Ve třinácti letech roku 1755 vstoupil do armády do milice praporu v Laonu. Mezi roky 1758–1762 bojoval v Sedmileté válce a v roce 1762 krátce ve španělsko-portugalské válce, kde byl povýšen na podporučíka. Následně šest let působil jako instruktor výcviku vojáků. Roku 1767 byl povýšen na poručíka a byl převelen na Korsiku. Roku 1779 si vysloužil funkci kapitána a oženil se s Louisou-Marií-Madeleine Itasse. O deset let později, kdy vypukla Velká francouzská revoluce, získal hodnost majora a roku 1791 hodnost plukovníka. Tehdy mu bylo 41 let, jeho vrstevníci však byli většinou již generálové. Sérurier byl navíc služebně starší, protože v armádě sloužil od třinácti. To bylo příčinou jeho určité zatrpklosti, takže odešel z armády, aby se psychicky i fyzicky zotavil.
Brzy se však nadchl pro republikánské myšlenky a roku 1792 vstoupil jako dobrovolník do republikánské armády. Rychle stoupal na žebříčku hodností a roku 1795 byl povýšen na brigádního generála. Zúčastnil se Napoleonova italského tažení 1796–1767, kde se vyznamenal v mnoha bitvách, a na Napoleonovo doporučení byl povýšen na divizního generála. Po míru v Campo Formiu získala Francie Benátky a Sérurier se stal jejich guvernérem. O rok později však byl donucen kapitulovat po ruském útoku pod velením Suvorova. Ve stejný rok Napoleon státním převratem uchvátil moc a začalo období vlády konzulátu 1799–1804. Sérurierova vojenská kariéra zde skončila, protože Napoleon jej potřeboval jinde.
Stal se viceprezidentem senátu a roku 1803 předsedou komise, která určovala hranice mezi Francií a Piemontem. V roce 1804 obdržel za zásluhy od Napoleona čestný titul maršál Francie. Stal se guvernérem pařížské Invalidovny – klíčového místa, kde byla velká vojenská nemocnice a sklad zbraní. Sérurier byl zodpovědný za ekonomickou i provozní stránku Invalidovny. Roku 1808 mu Napoleon udělil titul hraběte. V roce 1809 byl jmenován velitelem národní gardy. Po Napoleonově abdikaci nijak nepodporoval, ale ani nevzdoroval restauraci Bourbonů. Za Stodenního císařství obětavě sloužil Napoleonovi, takže po Waterloo mu byly všechny hodnosti odňaty a až do své smrti žil v ústraní. Zemřel 21. prosince 1819 v Paříži.

## Hodnocení
Jean-Mathieu-Philibert Sérurier byl spíše výborným organizátorem než taktikem a stratégem. V těchto věcech byl velice konzervativní, po celý život se v boji držel zastaralých postupů. Byl odvážný, ale pedantsky přísný velitel. Zajímal se v armádě i o ty nejmenší drobnosti a věnoval jim péči. Byl věrný a oddaný Napoleonovi. Ten si byl vědom, že Sérurier bude lepe využitelný jako guvernér Invalidovny než jako velitel vojska.